# 香蕉先生
香蕉先生Bana夫（エリートバナナ・バナ夫）是由カミオジャパン發展，以香蕉為原型的角色企劃。2005年開始，以文具，布偶等商品為中心開始發展角色。

## 概要
宣傳詞為「相當甜蜜的好男人」。
主人公為『香蕉夫』。登場角色除了寵物為動物以外，全部的角色都是香蕉。

## 短篇動畫
2015年3月20日，短篇動畫第1話的預告和主題曲在YouTube以及Niconico動画上播放。
之後會在YouTube不定期播放最新集數。
最新話第9話在2016年8月7日播放。

## 登場人物
卡瓦思貝利‧香蕉夫
声 - 諏訪部順一
身高180cm　8月7日出生的獅子座　30歳單身
家族成員有父，母，姊姊的4人家族
性格相當紳士，並且大方又溫柔。特徵是甜美的笑容和亮白的牙齒，以及談吐優雅而會在語尾加上「･･･」留下餘韻。
男主角。是從菲律賓回來的歸國子女，也是優秀的菁英上班族。隸屬於祖父巴那彥創立的熱帶商業股份有限公司的品牌市場事業部，職位是經理。父巴那彥是現任的董事長，香蕉夫雖然早晚也能成董事長，但卻希望從基層做起而進入公司。擅長外語，並能使用流利地使用英語。短篇動畫中，還秀出他流暢的中文。
身上沒有任何斑點，特徵是身材纖細而有著光滑的肌膚。興趣是喝酒（最愛白蘭地），假日開車出外兜風，運動，欣賞電影，聽古典樂等多彩多姿的興趣。也會單手持著酒杯做菜。還經常去海外旅行。
擅長運動。是名無論衝浪，籃球或滑雪都很喜歡的戶外派。有加入會員制的網球俱樂部，與從小到大的好友輝彥總是會進行激烈的比賽，跑步的速度也非常快。
注重自己的造型，對於自己抱持的理念絕不妥協。服裝經常會配合當時氣氛而變化，在公司中經常打著領帶穿著西裝，派對中則會改穿著白色的燕尾服，在日本的節日中會穿著和服，洗澡後則會穿著浴袍。
作為一位名流，表現優雅，擅長工作又運動萬能而大受歡迎，但現在因為專注於工作而沒有女友。
津谷川輝彥
声 - 鈴村健一
身高178㎝ 3月28日出生的白羊座，30歳，單身
與香蕉夫是中學時就認識的好友。經營沙龍。經常戴著眼鏡。特徵是有著一雙下垂眼的溫柔長相，眼角也有顆痣。雖然與香蕉夫同年，但年輕時身上就有日曬的斑點。身材纖細並同樣有光滑的肌膚，還散發出迷人的味道。跑步速度也很快。
是名頭腦非常好，也擅長運動的戶外派。常與香蕉夫一起喝茶賞花或打網球。但有無女友則是秘密。
優子
品種：喜馬拉雅貓
香蕉夫養的長毛貓。最喜歡香蕉夫，所以不會親近香蕉夫以外的人。喜歡乾淨又自戀。在香蕉夫一個人開始住的時候，在寵物店遇到牠並收養牠。
不喜歡讓身體變髒以及乾癟的貓糧。經常被香蕉夫的雙胞胎姪子查爾斯以及詹姆士戲弄。
雖然是貓但不知為何叫聲是「尼尼」
古川部長
声 - 金光宣明
香蕉夫在職場的上司。帶著眼鏡，身材肥胖。很依賴辦事能力強的香蕉夫，對於手下的OL們只聽香蕉夫的話感到棘手。最近也很在意自己的體型。
麥可‧野田
声 - 村瀨歩
香蕉夫職場的新人後輩。特徵是臉上有個較彎曲的蒂頭以及一臉困擾的面容。經常會被與新人時就很優秀香蕉夫比較，總是會碎念「為何又是我･･･」。憧憬會做事又受歡迎的香蕉夫。是位很在意小細節的人。
靜子
声 - 上田麗奈
與香蕉夫在同一職場工作的OL三人組的首領。特徵是身材纖細並抹著紅色的口紅。會用名流的方式講話。
是三人中最有行動力的，甚至還會追蹤香蕉夫到海外。職場上總是負責遞送咖啡給香蕉夫，為了香蕉夫而努力工作。夢想與香蕉夫結婚，會將接近香蕉夫的女性視為敵手。
花惠
声 - 中山惠梨香
與香蕉夫在同一職場工作的OL三人組之一，是裡面最年長的資深前輩。特徵是有著一張鴨子嘴和釣眼。會用老媽子的方式講話。
職場上總是負責遞送茶給香蕉夫，為了香蕉夫而努力工作。夢想與香蕉夫結婚，會將接近香蕉夫的女性視為敵手。
小薰
声 - 矢野亞沙美
與香蕉夫在同一職場工作的OL三人組之一。新人，有著比其他兩人更不受控的性格。特徵是有個綠色的蒂頭和垂眼。講話喜歡帶著「～です」「～ます」。
職場上，會將自己工作丟在一旁而為香蕉夫做事，卻會被其他兩人丟工作過來。有點粗心大意。夢想與香蕉夫結婚。
黃總經理
声 - 梨衣名
2015年的短篇動畫中初次登場，是香蕉夫來台灣出差時，負責接待他的台灣人員。
香蕉奈‧李奇
身高172cm 4月6日出生的白羊座
香蕉夫的姊姊。體型纖細。特徵是有一身淡薄的黃色肌膚。前熱帶風小姐。與住紐約的香蕉結婚，並住在紐約。有一對雙胞胎兒子查爾斯和詹姆士。
查爾斯和詹姆士
李奇的雙胞胎兒子，目前就讀幼稚園，是香蕉夫的外甥。有綠色的肌膚，並有茶色瞳孔的是哥哥詹姆士，有著雀斑並有藍色瞳孔的是弟弟查爾斯。兩個人都有口頭禪「ウケケッ」。最喜歡惡作劇和香蕉夫。害怕的東西是鬼。兩人都住在紐約
阿查
品種：雜種
李奇和雙胞胎飼養的長毛狗。是個自我又我行我素的狗。經常被雙胞胎戲弄，經常有沒注意到的事情。與香蕉夫相當要好。不擅長應付急事以及堅硬的橡膠骨頭。住在紐約。
叫聲是「ギュルル･･･」
茱莉亞老師
詹姆士以及查爾斯所就讀的幼稚園老師。特徵是有著很長的睫毛和穿著圍裙。夢想和香蕉夫結婚。住在紐約。
瑪莉琳
詹姆士以及查爾斯所就讀的幼稚園同學。有著橘色的肌膚。個性明快又積極，又十足的大人樣。口頭禪是「ウフフッ」。住在紐約。
沙奇
輝彥的秘書，特徵是戴著眼鏡並有個綠色的蒂頭。總是在輝彥的身旁，並迅速做好工作。
優・奈緒・咲
香蕉夫出差時經常利用的BNA航空公司的空姐三人組。會戴著印有公司商標的藍底圍巾。與OL三人組互為對手。
三人總是夢想與香蕉夫結婚，對於出差時會利用頭等艙的香蕉夫會給予優惠的服務。三人常搶奪香蕉夫在機内使用的眼罩。
神秘夫人
帶著粉紅小狗散步的女性。散歩中遇到香蕉夫後，就喜歡上香蕉夫，會給寵物飼料來接近香蕉夫。夢想與香蕉夫結婚。
神秘女性
神秘的美女。容易害羞，在香蕉夫面前總是會流下大汗而心動不已。夢想與香蕉夫結婚。

## 主題曲
歌詞以愛上香蕉夫的OL三人組一起敘說香蕉夫的魅力為內容。

## 其他媒體
- 『菁英上班族★香蕉夫的幽默英文會話』（2015年2月，ISBN 9784799104057）

## 備注
1. ↑  .   [2019-06-14]. （原始内容存档于2020-05-24）. （页面存档备份，存于）
2. ↑  .   [2019-06-14]. （原始内容存档于2020-11-20）. （页面存档备份，存于）
3. ↑  .   [2019-06-14]. （原始内容存档于2019-12-22）. （页面存档备份，存于）
4. ↑  .   [2019-06-14]. （原始内容存档于2020-05-19）. （页面存档备份，存于）
5. ↑  .   [2019-06-14]. （原始内容存档于2021-04-10）. （页面存档备份，存于）
6. ↑  .   [2019-06-14]. （原始内容存档于2020-10-28）. （页面存档备份，存于）
7. ↑  .   [2019-06-14]. （原始内容存档于2021-02-22）. （页面存档备份，存于）
8. ↑  .   [2019-06-14]. （原始内容存档于2019-12-26）. （页面存档备份，存于）
9. ↑  .   [2019-06-14]. （原始内容存档于2021-04-11）. （页面存档备份，存于）
10. ↑  .   [2019-06-14]. （原始内容存档于2017-04-04）. （页面存档备份，存于）

## 外部連結
- 香蕉先出生Banao （页面存档备份，存于） - カミオジャパン官網]
- @ BANAO_official （页面存档备份，存于）[twitter]